# Deutschlandtreffen der Jugend
Die Deutschlandtreffen der Jugend waren in den 1950er und 1960er Jahren von der FDJ der DDR organisierte gesamtdeutsche Treffen, bei denen vor allem für eine nach den Vorstellungen der DDR zu gestaltende deutsche Einheit geworben werden sollte. Sie waren das deutsche Pendant zu den internationalen Weltfestspielen der Jugend und Studenten, die in Ost-Berlin in den Jahren 1951 und 1973 ausgerichtet wurden.

## Geschichte
Die Deutschlandtreffen der Jugend fanden in den Jahren 1950, 1954 und 1964 jeweils zu Pfingsten in der DDR statt.  Auf den Treffen gab es ein umfangreiches kulturelles Programm sowie Vorträge und Diskussionsveranstaltungen. 
Das erste Deutschlandtreffen fand vom 27. bis 30. Mai 1950 in Ost-Berlin statt, an ihm nahmen 700.000 Jugendliche teil, unter den 30.000 aus der Bundesrepublik Deutschland Angereisten waren viele Mitglieder der später als verfassungsfeindlich verbotenen FDJ. Als Sprecher der westdeutschen Jungen Pioniere, einer Untergliederung der FDJ, legte der dreizehnjährige Wolf Biermann ein Gelöbnis zur Einheit Deutschlands ab.
Bei Herrnburg/Lübeck wurde 10.000 Teilnehmern aus der Bundesrepublik Deutschland die Rückreise in die Bundesrepublik verwehrt. Mit Autobussen antransportiert, wollten sie einen Marsch in geschlossener Formation zum acht Kilometer entfernten Lübecker Hauptbahnhof antreten, um mit bereits von Heinz Lippmann beschafften Fahrkarten in ihre Heimatorte zu fahren. Der Vorwand für die Rückreisesperre war „Seuchengefahr“, weshalb eine ärztliche Untersuchung und namentliche Registrierung verlangt wurde, was die Jugendlichen wiederum verweigerten. Sie belagerten daraufhin die westdeutsche Übergangsstelle und campierten zwangsläufig dabei auf DDR-Gebiet. Es kam zu ersten Zusammenstößen mit der dort zusammengezogenen westdeutschen Polizei. Der FDJ-Vorsitzende in der DDR, Erich Honecker, reagierte sofort und organisierte Zelte, Essen (Gulaschkanonen) und Bettzeug für die Ausgesperrten und lud zahlreiche Journalisten dorthin ein. Zwei Tage später ließen die westdeutschen Behörden die Jugendlichen wieder einreisen. Erich Honecker ging gestärkt aus der Herrnburger Konfrontation hervor und wurde im Juli in das Politbüro der SED gewählt. Bertolt Brecht und Paul Dessau verfassten darüber die Kantate Herrnburger Bericht für die III. Weltfestspiele der Jugend und Studenten im Sommer 1951 in Berlin.
Das zweite Deutschlandtreffen folgte vom 5. bis zum 7. Juni 1954 in Ost-Berlin, ein Jahr nach dem Juni-Aufstand in der DDR.
Das dritte und letzte Deutschlandtreffen fand vom 16. bis 18. Mai 1964 bereits nach dem Mauerbau in Ost-Berlin statt, in diesem Jahr wurden nur noch 500.000 Teilnehmer gezählt. Bei diesem Treffen wurde von DDR-Musikgruppen erstmals entgegen der bisherigen Praxis öffentlich westliche Musik gespielt. Für das Deutschlandtreffen 1964 wurde vom Rundfunk der DDR ein Sonderstudio DT64 eingerichtet, das ein Jugendprogramm ausstrahlte. Aufgrund der großen Resonanz wurde aus dem Sonderstudio ein eigenes Radioprogramm, das auch nach dem Deutschlandtreffen fortgeführt wurde. 
An diesem Deutschlandtreffen des Jahres 1964 nahm auch eine vierköpfige Delegation der hessischen Naturfreundejugend teil. Ihr gehörten unter anderem Egon Becker und Klaus Vack an, und die Gruppe nahm für sich einen Beobachterstatus in Anspruch. Ihrer insgesamt kritischen Bewertung dieser Veranstaltung stellten die vier gleichwohl das Bekenntnis voran, dass ihre „Betrachtungsweise der Vorgänge beim ‘Deutschlandtreffen’ von der Position eines sozialistischen Jugendverbandes“ ausgehe. Es sollte ausgelotet werden, „welche Möglichkeiten für ‚gesamtdeutsche Gespräche und Diskussionen‘ dieses Treffen bot“, um ein Stückchen Wahrheit zu ergründen, welche im Widersprüchlichen solcher Veranstaltungen liegt. In ihren Thesen und Vorschlägen kommt die Gruppe zu dem Schluss, dass, „wer menschliche und politische Kontakte wünscht, die uns einer Verständigung näher bringen, die auch einem Liberalisierungsprozess in der DDR dienen könnten, die FDJ nicht umgehen“ kann. Um diesen Prozess zu intensivieren, schlagen sie vor, die „Organe der Naturfreunde sollten prüfen, ob die Naturfreundejugend bereit sein könnte – […] im Bundesjugendring (DBJR) zu beantragen, daß frühere Beschlüsse des Bundesjugendringes, die Kontakte der Mitgliederverbände zur FDJ untersagen, aufgehoben werden“.
Dass die Beobachtergruppe hier mehr als zurückhaltend formulierte – auch mit Blick auf den eigenen Verband, war dem politischen Klima in der Bundesrepublik in der Mitte der 1960er Jahre geschuldet. Reisen hinter den Eisernen Vorhang, verbunden mit sogenannten Ostkontakten, waren für eine westdeutsche Jugendorganisation in der Mitte der 1960er Jahre alles andere als selbstverständlich, noch dazu, wenn direkte Kontakte zu offiziellen DDR-Organisationen wie der FDJ aufgenommen wurden. Der Geschäftsführende Ausschuss des DBJR tat im März 1965 genau das Gegenteil dessen, was die Naturfreunde-Delegation vorgeschlagen hatten: In der Naumburger Erklärung des DBJR wurden offizielle Kontakte zur FDJ weiterhin abgelehnt. Und auch innerhalb der Naturfreunde Deutschlands gab es Vorbehalte gegenüber DDR-Kontakten: „Begegnungen mit der FDJ oder Bündnisse mit der SEW werden von vielen älteren Naturfreunden mit Skepsis betrachtet. Der Verfassungsschutz beobachtete die Naturfreundejugend.“
Nachdem die DDR das Ziel Wiedervereinigung aufgegeben hatte, gab es anstelle der Deutschlandtreffen Pfingsttreffen der FDJ, an denen letztlich nur DDR-Jugendliche teilnahmen.